# Charles Baron Clarke
Charles Baron Clarke, född den 17 juni 1832 i Andover, död den 25 augusti 1906, var en brittisk botaniker.
Clarke utbildades vid King's College School, Trinity College och Queens' College. Han började studera juridik vid Lincoln's Inn 1856 och examinerades därifrån 1860. Han föreläste i matematik vid Presidency University i Calcutta mellan 1857 och 1865, var skolinspektör i Östbengalen och senare Indien samt föreståndare för Calcuttas botaniska trädgård mellan 1869 och 1871. 
Under sina resor i Bengalen, Assam, Kashmir, Nepal och Bhutan samlande och dokumenterade Clarke den inhemska floran och fick en omfattande herbarium som senare skänktes till Royal Botanic Gardens, Kew.
Clarke slutade vid Indian Civil Service 1887. Clarke var ordförande vid Linnean Society of London mellan 1894 och 1896, valdes in i Royal Society 1882 samt arbetade vid Royal Botanic Gardens, Kew fram till sin död.
Auktorsnamnet C.B.Clarke kan användas för Charles Baron Clarke i samband med ett vetenskapligt namn inom botaniken; se Wikipediaartiklar som länkar till auktorsnamnet.